# جنيد (نابلس)
قرية جنيد هي قرية فلسطينية تقع في محافظة نابلس شمال الضفة الغربية، على بعد حوالي 6 كيلومترات غرب مدينة نابلس. مع مرور الوقت، أصبحت جنيد إحدى الضواحي الحضرية للمدينة نتيجة لتزايد النمو العمراني والتوسع السكاني. على الرغم من التغيرات التي طرأت على معالمها، فإن جنيد لا تزال تحتفظ بالكثير من تاريخها الزراعي والحضاري.

## موقع القرية وأسمها
تُعرف جنيد بكونها قرية تقع على قمة جبلية إلى الجنوب الغربي من قرية بيت وزن. تعود التسمية إلى لفظ تصغير "الجند"، حيث يُعتقد أن هذا الاسم مرتبط بموقع القرية الذي كان يشهد مرور الحروب والمعارك في أزمنة سابقة. كان سكان القرية يمارسون الزراعة بشكل رئيسي، حيث زرعوا الحبوب والخضار، بالإضافة إلى العديد من الأشجار المثمرة مثل الزيتون والعنب واللوز والتين، حيث بلغت مساحة اراضيها 284 دونمًا. تشير بعض الدراسات إلى أن عدد سكان القرية في عام 1961 بلغ حوالي 156 نسمة، وفي التعداد الفلسطيني لعام 1997، وصل عدد سكان القرية إلى 289 نسمة. .

## معالم القرية

#### سجن جنيد
من أبرز معالم قرية جنيد التاريخية هو سجن جنيد الذي شُيد في العهد البريطاني. كان في البداية عبارة عن مستشفى عسكري بنته الحكومة الأردنية في المنطقة. ومع بداية الاحتلال الإسرائيلي في السبعينيات والثمانينيات، تم تحويل المبنى إلى سجن، ليصبح أحد السجون الشهيرة التي استخدمها الاحتلال لاحتجاز الفلسطينيين ذوي الأحكام العالية. على الرغم من أن المبنى احتفظ بشكل عام بالمعالم الخارجية للمستشفى العسكري، إلا أن الاحتلال قام بتعديلات جوهرية في بنيته الداخلية، مما جعله سجناً ذا طابع قاسي وأليم. على مر السنوات، تعرض العديد من الأسرى الفلسطينيين للاحتجاز في هذا السجن، الذي أصبح رمزًا للمقاومة الفلسطينية ضد الاحتلال.

### الحرم الجامعي الجديد لجامعة النجاح الوطنية
تتواجد في قرية جنيد العديد من المشاريع التنموية التي تهدف إلى تعزيز البنية التحتية والاقتصاد المحلي، ومن أبرز هذه المشاريع إقامة الحرم الجامعي الجديد لجامعة النجاح الوطنية في المنطقة. في عام 2000 قام الرئيس ياسر عرفات بوضع حجر الأساس لمبنى كلية منيب المصري للهندسة والتكنولوجيا، ثم توالت عملية البناء والتطوير في هذا الحرم حيث افتتح رسمياً في حزيران 2006 بحضور الرئيس محمود عباس رئيس السلطة الوطنية الفلسطينية. يضم الحرم الجديد كليات الفنون الجميلة، القانون، الدراسات العليا، الطب البشري، الهندسة، العلوم، الصيدلة، البصريات، التمريض، تكنولوجيا المعلومات، والتربية الرياضية، إضافة إلى مسرح الأمير تركي بن عبد العزيز، ومسرح حكمت المصري (المسرح المكشوف) والمعهد الكوري الفلسطيني المتميز لتكنولوجيا المعلومات.